# Anthracophyllum melanophyllum
Anthracophyllum melanophyllum är en svampart som först beskrevs av Elias Fries, och fick sitt nu gällande namn av Pegler & T.W.K. Young 1989. Anthracophyllum melanophyllum ingår i släktet Anthracophyllum och familjen Marasmiaceae.   Inga underarter finns listade i Catalogue of Life.